# Monasterio suspendido
El Monasterio suspendido, también conocido como el Templo colgante o el Templo Xuankong (Chino simplificado: 悬空寺; Chino tradicional: 懸空寺) es un monasterio construido en una pared a 75 metros de altura cerca del Monte Heng en la Provincia de Shanxi, China. Fue construido hace más de 1.500 años, y es conocido por su localización y también porque es el único que combina las 3 religiones tradicionales chinas: Budismo, Taoísmo y Confucianismo.

## Historia
De acuerdo con la historia de la Montaña Shangshen,  la construcción original fue realizada por un solo hombre, un monje llamado Liao Ran (了然). En aproximadamente 1.600 años, reparaciones y añadidos han configurado su forma actual. El templo tiene una altura de unos 50 metros en su estructura.

## Galería fotográfica

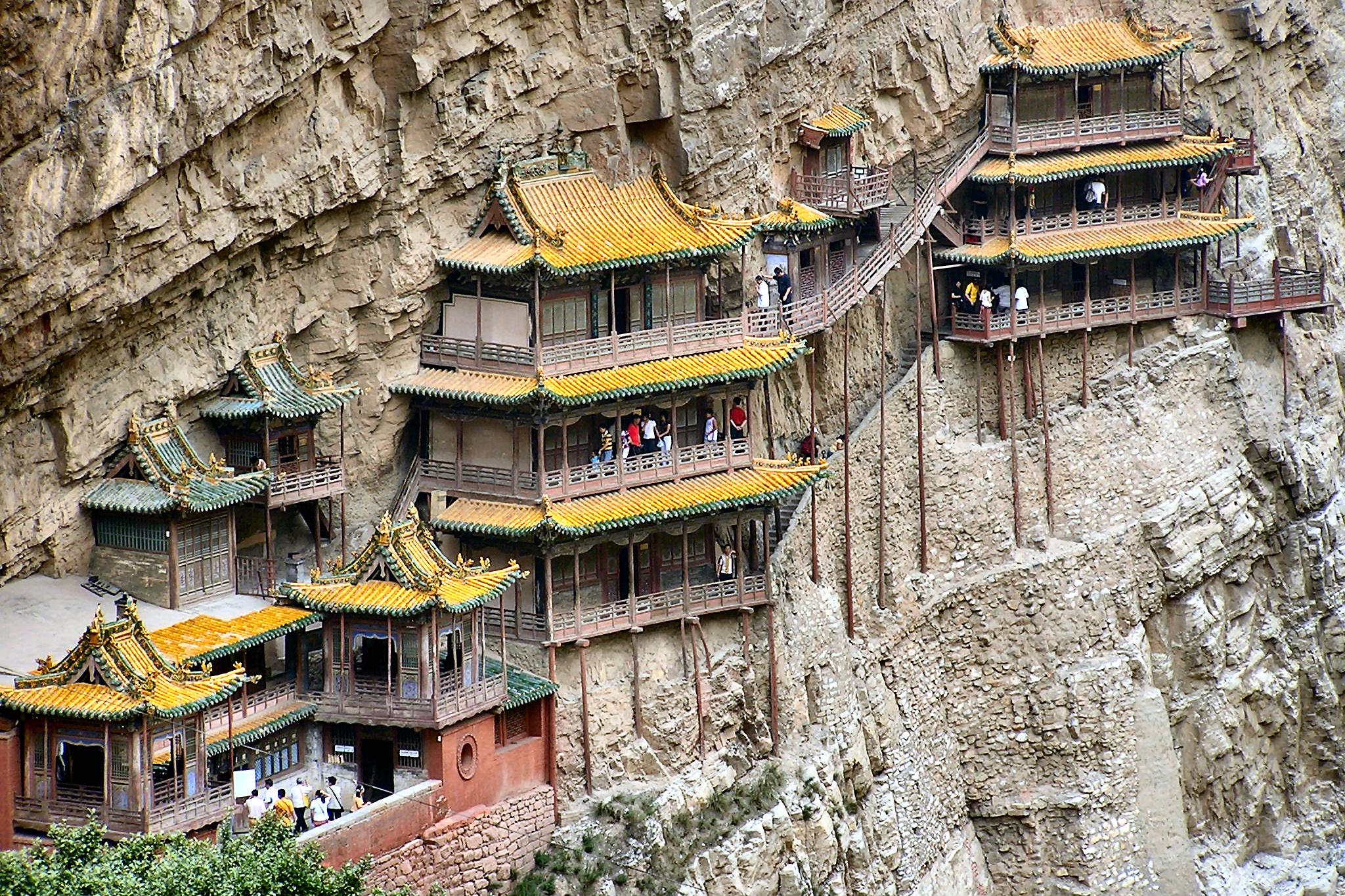
El Monasterio suspendido
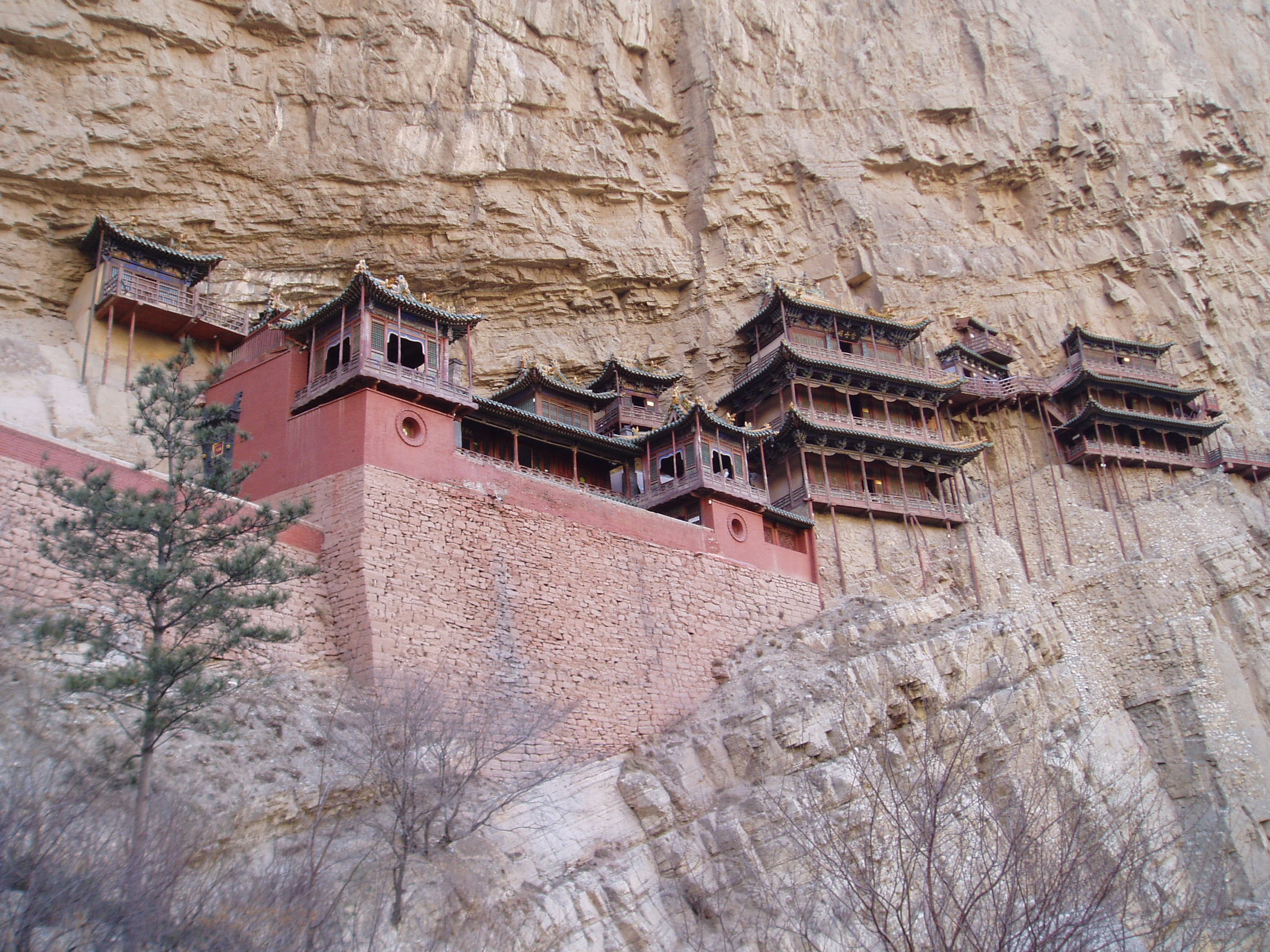
Vista inferior
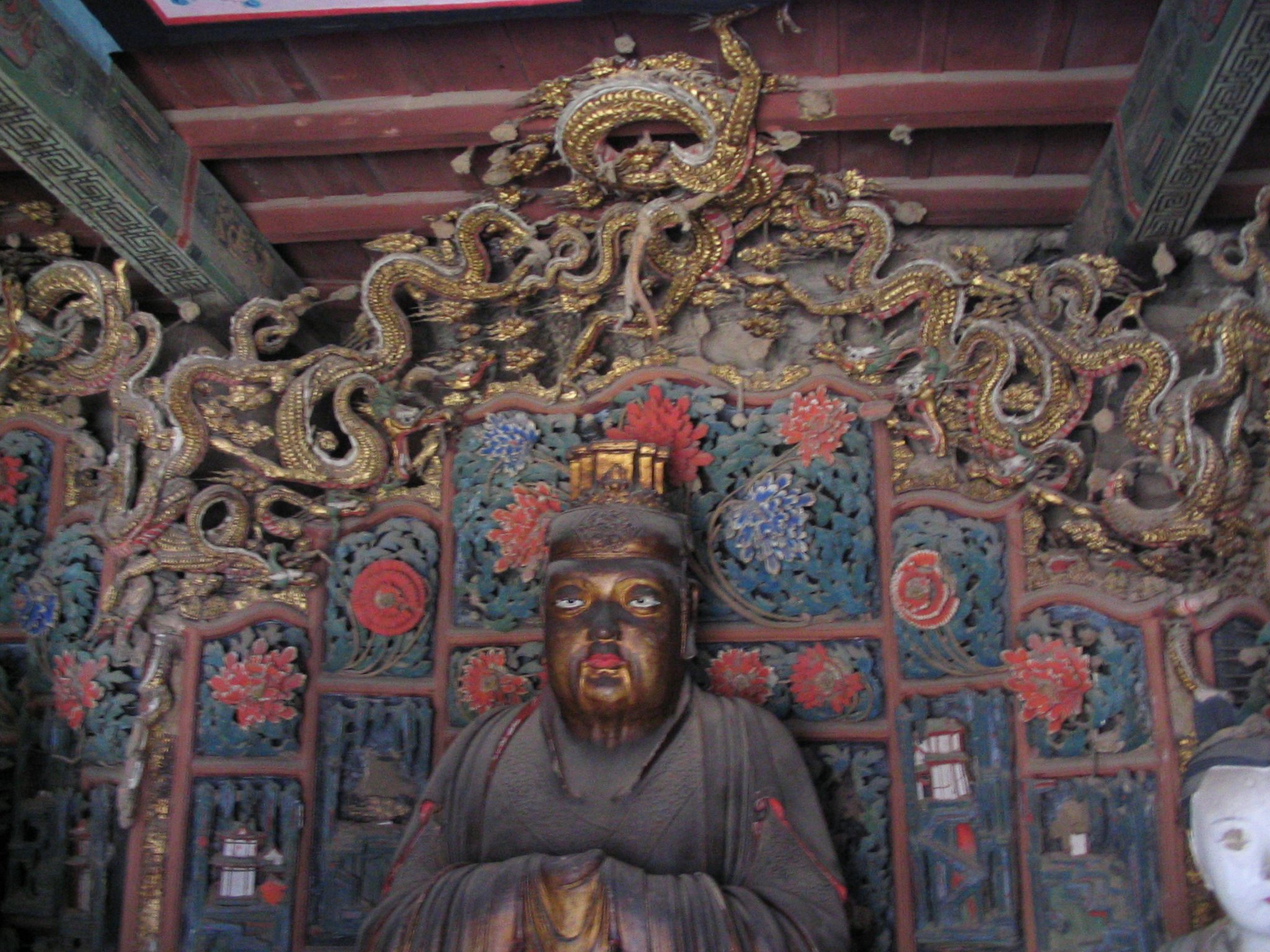
Una estatua del interior
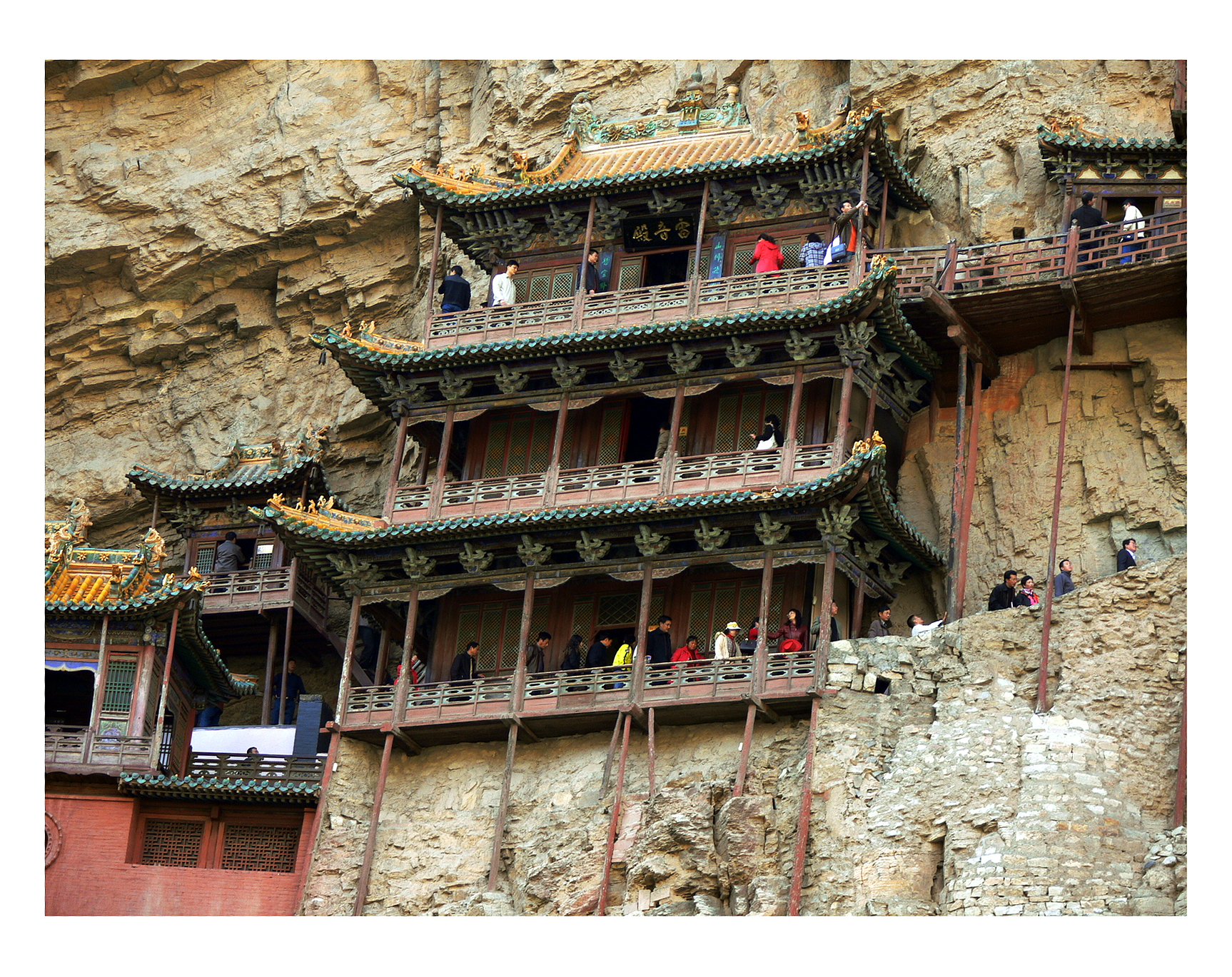
Balcones del Templo colgante

- Datos: Q1276887
- Multimedia: Hanging Temple / Q1276887